# Xana Carvalho
Xana Carvalho (nascida como Alexandra Carvalho, Alcântara, Lisboa, 28 de Outubro de 1981) é uma cantora portuguesa.

## Biografia
Xana Carvalho é filha do cantor António Rosa e de Arcângela, professora de artes. Participou em 1996, do programa de televisão "Cantigas da Rua". Em 1998 imitou Leah Andreone, com o tema "It's allright, It's ok", no programa "Chuva de Estrelas". Foi convidada pelo maestro José Marinho a participar no programa "Parque Maior", onde cantou o tema "Canção do Engate" de António Variações.
Em 2000 gravou o seu primeiro trabalho discográfico, intitulado "Agitação, Paixão", através da editora Lusosom. Promoveu o disco em programas como Praça da Alegria, Big Show SIC, Terreiro do Paco, Tic Tac Milionário, Noites Marcianas, Reis da Música Nacional, Às 2 por 3 e Sic 10 Horas. Na tabela de Vendas Nacional, do programa "Made In Portugal" atingiu o sexto lugar. O disco atingiu o galardão de Disco de Prata. Os temas em maios destaque foram "Mágoa", "Agitação", "Paixão" e "Lua Inocente".
Em 2002 foi editado CD "Dançar Sozinha" que contou com a colaboração de Ricardo Landum. Os singles promovidos foram "Dançar Sozinha" e "Um Herói Chamado Amor". Em 2004 faz uma pausa na sua carreira para dar lugar ao seu grande sonho, a maternidade, tendo assim a sua filha, Leonor.
Em 2005, juntamente com António Calvário, apadrinhou a marcha popular dos Olivais, que desfilou na Avenida da Liberdade em Lisboa. Em 2006 inicia uma fase dramática da sua vida pois o seu marido, João Ferreira, militar da Guarda Nacional Republicana, foi baleado com um tiro de caçadeira na cabeça. Após este violento episódio, a cantora faz uma pausa na sua carreira artística.
Em 2012 regressa com os êxitos: "Abraça-me Forte", "Eu sou assim", "Eu amo-te" e "Esta noite vai ser", que a lançam novamente para os palcos e torna-se presença assídua em vários programas de televisão.
Em 2013 é editado o disco "Lady Latina" influenciado pelos ritmos envolventes de kizomba, reggaeton e latino urbano. "All Night Long", "Latina" e "Tens que ser meu" são os temas de eleição. Em 2015 lança o CD "Tudo Ou Nada".

## Discografia
- Agitação, Paixão (CD, Lusosom, 2000)
- Dançar Sozinha (CD, 2002)
- Eu Sou Assim (CD, Will Records, 2012)
- Lady Latina (CD, 2013)
- Tudo Ou Nada (CD, Pais Real, 2015)